# What Became of Jack and Jill?
What Became of Jack and Jill? è un film del 1972 diretto da Bill Bain ed interpretato da Mona Washbourne, Paul Nicholas e Vanessa Howard. 
Faceva parte di un tentativo abbandonato da parte della Amicus Productions di differenziarsi dalla Hammer irrompendo nel mercato dei film d'exploitation. I dirigenti dello studio furono alla fine troppo turbati dal prodotto finale per distribuirlo sotto il nome della Amicus e vendettero il film alla 20th Century Fox.

## Trama
Johnnie Tallent è un giovane mod cinico che vive con l'anziana nonna invalida, Alice. Pigro e demotivato, Johnnie dedica la maggior parte del suo tempo a prendersi cura di Alice al solo fine di rimanere nelle sue grazie per poter così ereditare la sua piccola fortuna e la sua preziosa casa dopo la sua morte. Johnnie è fidanzato con Jill Standish, un'agente di viaggi ancora più cinica di lui.
Jill incoraggia Johnnie ad adottare misure concrete per accelerare la morte della nonna, in modo che possano sposarsi e vivere di rendita grazie alla fortuna della donna. Insieme, i due escogitano un piano per provocare un infarto ad Alice senza lasciare alcuna traccia del loro crimine. A tal fine, Johnnie inizia a far credere ad Alice che i ventenni londinesi, convinti che gli anziani siano diventati un peso per la società, stiano pianificando una rivoluzione con l'obiettivo di uccidere o rinchiudere in campi di internamento gli anziani. Johnnie manipola l'accesso di Alice ai giornali e alla televisione, usando storie e filmati di proteste per convincerla ulteriormente che la ribellione giovanile stia aumentando e diventando progressivamente sempre più violenta.
Col passare del tempo Alice diventa sempre più paranoica e solitaria, e la sua salute peggiora gravemente. Alla fine, Jill sfrutta il suo lavoro all'agenzia di viaggi per organizzare una grande parata che passerà un pomeriggio davanti a casa di Alice. La mattina del giorno della parata, Johnnie dice alla nonna che la rivoluzione è iniziata e che i rivoltosi stanno andando caa per casa in cerca degli anziani da uccidere o internare. All'arrivo della parata, Alice, già in preda al panico, ha un infarto e Johnnie la lascia morire prima di chiamare un'ambulanza.
Nello studio del notaio di Alice, Johnnie e Jill apprendono che l'anziana donna aveva inserito un codicillo nel suo testamento in base al quale finché Johnnie resterà fidanzato con Jill, egli potrà ereditare solamente la casa. Se desidera ereditare parte del suo denaro, il ragazzo dovrà quindi lasciare Jill e sposarsi con un'altra donna. 
I due escogitano quindi un piano per sposare a Johnnie una giovane donna impressionabile, permettendogli così di riscuotere l'eredità per poi lasciarla e tornare con Jill. Tuttavia, Jill diventa molto gelosa quando Johnnie sembra provare dei sentimenti per la donna che dovrebbe sosare. I due finiscono per litigare violentemente e Johnnie pugnala accidentalmente Jill all'addome. I vicini di casa chiamano la polizia che arriva sul posto mentre Johnnie, singhiozzando, striscia verso la stanza di Alice, chiamando a gran voce la nonna.

## Produzione
La Amicus Productions era nota negli anni '60 come produttrice di film horror gotici e antologici, in larga misura in competizione con la produzione simile della Hammer Film Productions. All'alba degli anni '70, la Amicus decise di tentare di differenziarsi dalla Hammer rivolgendosi agli appassionati dei film d'exploitation con un film più violento e sessualizzato di quelli che normalmente realizzava. A tal fine, acquistarono i diritti del romanzo The Ruthless Ones di Laurence Moody, con l'intenzione di trarre da esso il loro primo film d'exploitation. Il film doveva contemporaneamente servire da trampolino di lancio per Vanessa Howard e trasformarla nella regina dell'urlo della Amicus.
Il film fu girato nel 1970 agli Shepperton Studios con il titolo Romeo and Juliet '71. Il risultato finale sconvolse i dirigenti della Amicus, che iniziarono a dubitare dell'opportunità di venire associati ad un'opera così cupa. Di conseguenza, il film fu accantonato e non uscì fino al 1972, con il titolo attuale.